# Хлупинская Буда
Хлупинская Буда (бел. Хлупінская Буда) — деревня в Озеранском сельсовете Житковичского района Гомельской области Белоруссии.

## Административное устройство
До 11 января 2023 года входила в состав Переровского сельсовета. В связи с объединением Озеранского и Переровского сельсоветов Житковичского района Гомельской области в одну административно-территориальную единицу — Озеранский сельсовет, включена в состав Озеранского сельсовета.

## География

### Расположение
В 52 км на юго-восток от районного центра и железнодорожной станции Житковичи (на линии Лунинец — Калинковичи), 284 км от Гомеля.
На территории национального парка «Припятский».

## Транспортная сеть
Транспортные связи по просёлочной, затем автомобильной дороге Черничи — Житковичи. Застройка деревянная, усадебного типа.

## История
Согласно письменным источникам известна с XIX века как хутор в Туровской волости Мозырского уезда Минской губернии. В 1879 году упоминается в числе селений Переровского церковного прихода. В 1931 году жители вступили в колхоз. Во время Великой Отечественной войны в июле 1943 года немецкие оккупанты полностью сожгли деревню. В составе национального парка «Припятский».

## Население

### Численность
- 2020 год — 0 жителей[2]

### Динамика
- 1897 год — 3 двора, 24 жителя (согласно переписи)
- 1908 год — 13 дворов 56 жителей
- 1940 год — 16 дворов
- 1959 год — 122 жителя (согласно переписи)
- 2004 год — 1 хозяйство, 5 жителей
- 2020 год — 0 жителей